# Pseudoluperus spretus
Pseudoluperus spretus är en skalbaggsart som först beskrevs av Horn 1893.  Pseudoluperus spretus ingår i släktet Pseudoluperus och familjen bladbaggar. Inga underarter finns listade i Catalogue of Life.